# Let’s Get It On
Let’s Get It On (englisch für Lass es uns tun) ist das zwölfte Musikalbum des US-amerikanischen Sängers Marvin Gaye, das am 28. August 1973 von Tamla Motown herausgegeben wurde. Die Aufnahmen zum Album erfolgten zwischen Juni 1970 und Juli 1973 in Hauptquartier in den Motown Recording Studios in Detroit sowie in den Mowest Studios in Los Angeles. Jason Ankeny bezeichnete das Album bei allmusic als

“one of the most sexually charged albums ever recorded”

„eines der sexuell am stärksten aufgeladenen Alben, die je aufgenommen wurden.“

## Rezeption
Let’s Get It On wurde positiv von der Kritik bewertet. Billboard nannte das Album

“fine in terms of vocal attack and material [...] touches on the excellent in terms of instrumental support.”

„ausgezeichnet im Gesangsausdruck und Material […] reicht ans Exzellente im Bezug auf die instrumentelle Unterstützung.“

Der song Distant Lover wurde als der beste Song des Albums bezeichnet. Jon Landau von Rolling Stone nannte Gayes Performance gleichwertig zu seiner Arbeit auf What's Going On und schrieb:

“he continues to transmit that same degree of intensity, sending out near cosmic overtones while eloquently phrasing the sometimes simplistic lyrics”

„er überträgt weiterhin das gleiche Maß an Intensität, sendet beinahe kosmische Obertöne, während er eloquent den manchmal simplen Text phrasiert.“

## Trackliste
Seite eins
1. Let’s Get It On (Gaye, Townsend) – 4:44
2. Please Stay (Once You Go Away) (Gaye, Townsend) – 3:32
3. If I Should Die Tonight (Gaye, Townsend) – 3:57
4. Keep Gettin’ It On (Gaye, Townsend) – 3:12

Seite zwei
1. Come Get to This (Gaye) – 2:40
2. Distant Lover (Gaye, Gwen Gordy, Sandra Greene) – 4:15
3. You Sure Love to Ball (Gaye) – 4:43
4. Just to Keep You Satisfied (Gaye, Anna Gordy Gaye, Elgie Stover) – 4:35